# Avesnes
Avesnes é uma comuna francesa na região administrativa de Altos da França, no departamento de Pas-de-Calais. Estende-se por uma área de 3 km². Em 2010 a comuna tinha 54 habitantes (densidade: 18 hab./km²).